# Német Központ az Akadálymentes Olvasásért
Az Német Központ az Akadálymentes Olvasásért (németül:  Deutsches Zentrum für barrierefreies Lesen, korábban Deutsche Zentralbücherei für Blinde) – rövidítve DZB – vakok és gyengénlátók számára létesült közkönyvtár Lipcsében, Németországban. 72 300 műből álló gyűjteménye a németajkú országok legnagyobbjai közé tartozik. Az intézménynek a közkönyvtár mellett része egy könyvkiadó részleg és egy, az akadálymentes kommunikáció lehetőségeivel foglalkozó kutatóközpont. Ezenkívül helyben adottak a lehetőségek új hangoskönyvek, valamint Braille-nyomtatású könyvek és kották előállítására. A DZB évente kb. 250 új kiadványt jelentet meg. A DZB a legrégebbi, vakok számára létesített könyvtár Németországban, 1894-ben alapították.

## Története
1894-ben magántársaság (németül: Verein zur Beschaffung von Hochdruckschriften und Arbeitsgelegenheit für Blinde zu Leipzig) jött létre Lipcsében azzal a céllal, hogy a vakok és gyengénlátók számára irodalmi műveket tegyen hozzáférhetővé, valamint hogy őket munkához segítse. Működését egy könyvkereskedő házában kezdte meg, innen nőtte ki magát, s vált az első, vak személyek részére kialakított könyvtárrá a Német Birodalomban. A társaság hamarosan saját kiadót és nyomdát is alapított. 1916-ban jótékonysági alapítvány jött létre a könyvtár támogatására. A könyvtár ekkorra már több mint ötezer Braille-nyomtatású kötettel rendelkezett, és 1200 rendszeres olvasója volt.
Az első világháborút követően a könyvtár látogatóinak száma gyors növekedésbe kezdett, 1926-ra elérte a 3500-at. A nagy gazdasági világválság súlyos megszorító intézkedések meghozására – elbocsátásokra, fizetéscsökkentésre – kényszerítette a könyvtárat. 1935-ben átköltözött a Druckhaus Klepzig kiadóház Täubchenweg utcai épületébe. Ez azonban 1943 decemberében, Lipcse bombázásakor megsemmisült, és több mint 30 000 könyv odaveszett. Ami kevés megmaradt a gyűjteményből, azt Döbelnbe vitték 1944-ben.

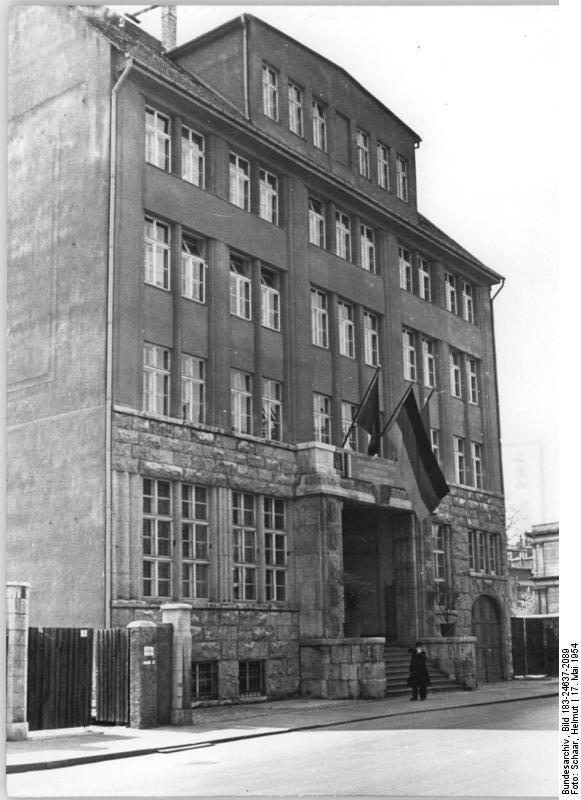
A DZB 1954-ben

Közvetlenül a második világháború után a könyvtár ekkor 1802 kötetes gyűjteménye visszaköltözött Lipcsébe, a Weißenfelser Straßéra. A tartományi kormányzat 1946. november 7-i döntésével közintézménynek minősítették. 1949-re a gyűjtemény már tízezer kötetre duzzadt. 1952-ben a DZB-t a kelet-német oktatási minisztérium hatáskörébe vonták, 1955-ben a kulturális minisztériuméba. 1954-ben a könyvtár átköltözött a mind a mai napig székhelyéül szolgáló Gustav-Adolf utcai épületébe.
A német újraegyesítést követően a könyvtár az újraalakult Szászország tudományos és kulturális tartományi minisztériuma alá került.

## Gyűjtemény
2011. decemberi állapot szerint a könyvtár gyűjteménye körülbelül 72 300 művet számlált. A kutatási részlegen a vakság és gyengénlátás témakörével foglalkozó könyveket, folyóiratokat és monográfiákat találhatni. Ezenkívül a DZB 18 különböző Braille-írású és hangoskönyv-formátumú folyóiratot jelentet meg. A gyűjtemény az alábbi módon osztható fel:
- összes művek száma: 72 300;
  - 21 900 Braille-nyomtatású könyv,
  - 19 000 DAISY-szabványú hangoskönyv,
  - 6100 Braille-nyomtatású kotta,
  - 5000 könyv és monográfia a vakság és gyengénlátás témájában.

A DZB évente körülbelül 250 új művet ad ki. 77 fő dolgozik a könyvtárban, közülük 15-en élnek fogyatékkal. A könyvtár szerint „több mint 5000 rendszeres tag veszi igénybe a könyvtár különféle szolgáltatásait”.

## Braille-írású kották készítése
A német egészségügyi minisztérium által finanszírozott DaCapo projekt 2003-ban indult útjára a DZB-ben, azzal a céllal, hogy vakok és gyengénlátók által használható kottákat készítsen. A projekt igyekszik elősegíteni a vak zenészek érvényesülését is. A könyvtár kutatórészlege a Braille-írású kották számítógéppel segített előállítása mellett konvertálási technológiák fejlesztésén is dolgozik.
A MakeBraille konvertálási szolgáltatás CapXML and MusicXML formátumú digitáliskotta-fájlokból Braille-írású kottát generál, magánfelhasználásra, szigorúan nem kereskedelmi célra.

## Fordítás
- Ez a szócikk részben vagy egészben  a   German Central Library for the Blind című angol Wikipédia-szócikk ezen változatának fordításán alapul.  Az eredeti cikk szerkesztőit annak laptörténete sorolja fel. Ez a jelzés csupán a megfogalmazás eredetét és a szerzői jogokat jelzi, nem szolgál a cikkben szereplő információk forrásmegjelöléseként.

## Külső hivatkozások
- A DZB hivatalos honlapja (németül), (angolul)
- A német vakok és gyengénlátók intézetének honlapja (németül)